# Hermann Remmele

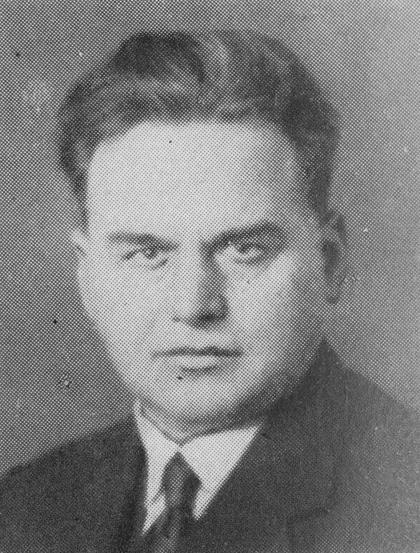
Hermann Remmele (um 1930)

Hermann Remmele (* 15. November 1880 in Ziegelhausen bei Heidelberg; † 7. März 1939 in Moskau) war ein deutscher kommunistischer Politiker (SPD, USPD, KPD) und ein Opfer des Stalinismus. Im Zuge des Großen Terrors in der Sowjetunion wurde er verhaftet und 1939 hingerichtet.

## Leben
Hermann Remmele war der Sohn eines Müllers und der Bruder des späteren Staatspräsidenten von Baden, Adam Remmele (1877–1951). Remmele besuchte in Ludwigshafen am Rhein die Volksschule und absolvierte dort anschließend eine Lehre als Eisendreher. Nach den Wanderjahren arbeitete er bis zum Kriegsausbruch 1914 im erlernten Beruf. Remmele war ab 1897 Mitglied der SPD und des Deutschen Metallarbeiterverbandes. In den Jahren von 1901 bis 1914 war er ehrenamtlicher Bevollmächtigter bzw. Vorstandsmitglied der Gewerkschaft im Bereich Mannheim, Darmstadt und Offenbach am Main. Außerdem engagierte er sich führend im Verband junger Arbeiter in Mannheim und absolvierte 1907/1908 einen Kurs der zentralen Parteischule der SPD in Berlin. Daneben schrieb Remmele ehrenamtlich für einige sozialdemokratische Blätter.
Hermann Remmele heiratete Anna Lauer (1888–1947). Sie hatten zwei Kinder, Helmut Remmele (1910–1938), der Mitglied des Zentralkomitees (ZK) des Kommunistischen Jugendverbands Deutschlands wurde, und Hedwig (1907–1984).
Ab 1914 war Hermann Remmele Soldat im Ersten Weltkrieg. Im Jahr 1917 war er Mitbegründer der USPD. Während der Novemberrevolution war er Mitglied des Arbeiter- und Soldatenrates in Mannheim. Er gehörte im Februar 1919 zu den Mitinitiatoren der Räterepublik in Mannheim. Im selben Jahr wurde er USPD-Bezirkssekretär für Baden und die Pfalz. Danach bis 1920 war er in derselben Position in Württemberg tätig. Daneben spielte er eine führende Rolle im linken Flügel der Partei auch auf Reichsebene.
Zusammen mit einem Teil der Partei trat Remmele 1920 zur KPD (damals noch Vereinigte Kommunistische Partei Deutschlands, VKPD) über. Er war von 1920 bis 1933 Mitglied des ZK der KPD und 1924 kurzzeitig ihr Vorsitzender. Von 1923 bis 1926 war er außerdem Redakteur des Parteiorgans Die Rote Fahne. 1925 leitete er eine Delegationsreise zur Besichtigung der Errungenschaften der jungen Sowjetunion und berichtete darüber in der Broschüre Was sahen 58 deutsche Arbeiter in Russland? und in dem zweibändigen, 1932 erschienenen Werk Die Sowjetunion, in dem er die Sowjetunion als ein Schlaraffenland darstellte.
Mitglied des Reichstages (MdR) war Remmele von 1920 bis 1933. Ab 1930 war er Vorsitzender des Kampfbundes gegen den Faschismus. Ab 1926 war er Mitglied des Exekutivkomitees der Komintern (EKKI) und lebte zeitweise in Moskau. Von den 16 Mitgliedern des Polbüros, des obersten KPD-Organs, des Jahres 1924 waren 1929 nur noch Remmele und Ernst Thälmann (1886–1944) im Amt.
Im August 1932 wurde Remmele nach Moskau befohlen, seine Familie folgte ihm im folgenden Jahr. Im Moskauer Exil führte er den Decknamen Herzen. Gemeinsam mit Heinz Neumann (1902–1937) hatte Remmele in der KPD eine „ultralinke“ Linie (RGO- und Sozialfaschismuspolitik) vertreten, und zwar bis 1931 mit Rückendeckung Stalins, der sich nun auf die Seite der parteiinternen Widersacher von Remmele und Neumann schlug. Folglich unterlag Remmele bei fraktionellen Auseinandersetzungen innerhalb der KPD und schied im Oktober 1932 aus dem Sekretariat des ZK der KPD aus. Im November 1933 wurde er zudem aus dem ZK der KPD und dem Politbüro ausgeschlossen und gezwungen, seine Funktionen im EKKI niederzulegen. Am 29. März 1934 veröffentlichte der Deutsche Reichsanzeiger die zweite Ausbürgerungsliste des Deutschen Reichs, durch welche er ausgebürgert wurde.
Am 15. Mai 1937 wurde Hermann Remmele verhaftet. Hugo Eberlein versuchte vergeblich, Wilhelm Pieck zu bewegen, sich für Remmele einzusetzen. Pieck entgegnete: „Sei doch froh, dass wir solche Schweinehunde wie diesen Hermann auf diese Weise endlich loskriegen.“ Noch im selben Jahr wurden auch seine Frau Anna und sein Sohn Helmut im Zuge der Stalinschen Säuberungen verhaftet. Sein Sohn wurde im Januar 1938 zum Tode verurteilt. Am 7. März 1939 wurde auch Hermann Remmele zum Tode verurteilt und am selben Tag auf dem Donskoi-Friedhof erschossen.
Ein sowjetisches Gericht rehabilitierte Hermann Remmele 1988.

## Veröffentlichung
- Einheitskomitee für Arbeiterdelegationen (Hrsg.): Was sahen 58 deutsche Arbeiter in Rußland? Bericht der deutschen Arbeiter-Delegation über ihren Aufenthalt in Rußland vom 14. Juli bis zum 28. August 1925. Neuer Deutscher Verlag, Berlin 1925 (archive.org [abgerufen am 29. Dezember 2023]).
- Kommunismus die einzige Rettung. Internationaler Arbeiter-Verlag Berlin 1930.
- Sowjetstern oder Hakenkreuz. Internationaler Arbeiter-Verlag, Berlin 1930.